# Julio Alberto Lacroze
Julio Alberto Lacroze Cernadas (Provincia de Buenos Aires, Argentina, 2 de mayo de 1838 - íd, 14 de febrero de 1890) fue un empresario, hacendado e industrial argentino. 

## Biografía
Hijo de Juan Alejandro Lacroze y Mercedes de la Santísima Trinidad Cernadas Concha, se recibió como ingeniero civil de la Escuela Civil de París, Francia y fue socio comercial con su hermano Federico en la construcción de líneas férreas de la provincia de Buenos Aires. Ambos fueron pioneros en la apertura de varias líneas de tranvías tirados por caballos en la ciudad de Buenos Aires durante la década de 1880. Además, Julio Lacroze se desempeñó como ingeniero militar en el cuerpo del ejército que comandó Wenceslao Paunero en 1867 en la campaña contra el caudillismo de las provincias y formó parte de numerosas instituciones científicas y comerciales.

## Vida personal
Contrajo matrimonio en 1871 con Carmen Gallo Terán en Tucumán y tuvo cuatro hijos: Julia Vicenta del Carmen, Elmina Carmen, Julio Pedro del Carmen y Julio Alberto Lacroze. Es tío abuelo de la multimillonaria Amalia Lacroze de Fortabat.
Falleció en 1890 en San Justo, Buenos Aires y sus restos se hallan inhumados en la bóveda familiar del cementerio de la Recoleta.